# Stara Kamienna-Kolonia
Stara Kamienna-Kolonia est un village de Pologne, situé dans la gmina de Dąbrowa Białostocka, dans le Powiat de Sokółka, dans la voïvodie de Podlachie.